# تود أوير
تود أوير (بالإنجليزية: Todd Auer)‏ هو لاعب كرة قدم أمريكية أمريكي، ولد في 18 يناير 1965.